# Ini I
Ini I was een farao van de 13e dynastie uit de Egyptische oudheid.

## Biografie
D. Franke identificeert Ini I met zijn voorganger Sobekhotep VI vanwege een der namen van de farao. We kennen de koning doordat deze wordt genoemd op een scarabee, het enige bewijs van zijn bestaan. Men vermoedt dat de koning na hem samen hebben geregeerd in verschillende delen van Egypte. Wat ook niet bekend is hoelang deze koning heeft geregeerd.